# ポーラ名作劇場
ポーラ名作劇場（ポーラめいさくげきじょう）は、1963年1月から1979年3月までテレビ朝日（1977年3月までNETテレビ）系列局ほかで毎週月曜日の22:00 - 22:54（JST。1972年9月までは22:56終了、1975年9月までは22:55終了）に放送されていたテレビドラマの枠である。ポーラ化粧品本舗（現・ポーラ）一社提供。1979年4月から1982年9月までの後継枠『月曜劇場』も本稿で述べる。
ポーラテレビ小説同様、ポーラ化粧品のオープニングキャッチもあった。
なおスタートから1963年11月までは、NETと毎日放送（当時はネット局）と交代での制作だったが、12月以降はNET→テレビ朝日の制作が原則となり、1975年3月までは時折毎日放送制作の作品が入る形となった。

## 放送作品

### ポーラ名作劇場
- 女の画像
- 女医
- 夜の河
- 仮縫
- 法王の牙
- 白い炎
- 明治一代男
- 女のいくさ
- 波の塔
- 悪名高き女
- 香華
- ドライママ
- 妻の日の愛のかたみに
- 散りての花
- しろがねの女
- 女の一生
- 東は東 西は西
- みおつくし
- いのちある日を
- 憂愁平野
- 火山列島
- 雪の喪章
- 沙羅少女
- 春雷
- 死者との結婚
- しあわせの虚像
- 操の女
- 炎の果て
- 女紋
- 華岡青洲の妻
- 皇女和の宮
- 花のながれ
- 坊っちゃんと私
- 積木の笛
- おもんの愛
- 夕焼け空
- ぎんぎんぎらぎら
- 霰
- ながい坂
- 花れんこん
- サヨナラ三角
- 不貞といわれて
- 女と女
- 大変だァ
- 深川の鈴
- 花嫁の父
- 五彩の女
- 湖笛
- たそがれに愛をこめて
- 蝶と山女魚の物語
- 忍ぶ糸
- 女身
- 花埋み
- 愛情の系譜
- じゅんさい物語
- 続・氷点
- 舞の家
- わが恋の墓標
- しがらき物語
- まぼろしの橋
- ふんどし医者
- 築地川
- むかしも今も - ラスト1回前の1972年10月2日より22:00 - 22:55に変更（1分縮小）。
- 日曜日にはバラを
- 出雲の阿国
- 花莚
- 北国の女の物語
- 幸福という名の不幸
- 見知らぬ橋
- 竜馬が愛した女
- 氾濫
- 冬の花 悠子
- さきに愛ありて
- 虚構の家
- 彩の女
- 鏡の中の女 - 1975年の東京・大阪テレビネットワーク再編（ネットチェンジ）に伴い、毎日放送（MBS）で放送された最後の作品となった。
- 秘密
- 忍ぶ橋
- 黄昏にさようなら
- 夢二慕情 - 最終回の1975年10月6日から22:00 - 22:54（1分縮小）。
- 櫂
- 契りきぬ
- 幻のささやき
- 絣の花
- 海のある窓
- 花と濤
- 冬の虹
- 幻花
- 出発
- 天の花と実
- おはん
- 雨のしのび逢い - 腸捻転解消後の1992年、MBS制作、TBS系列「ドラマ30」にて「ある日突然…」としてリメイク
- 果て遠き丘
- 緑の夢を見ませんか?
- みずきの花匂うとき
- いのち燃ゆる日々

### 月曜劇場
- 祭が終ったとき
- 見えない影
- 女のそろばん
- 砂の影
- 夜の傾斜
- 午後の旅立ち
- 美しい悪魔たち
- 骨肉の森
- 松本清張の黒革の手帖
- 雨あがりの女
- 他人家族
- 悪女の招待状

## ネット局
略称は放送当時のもの。
※印は、遅れネット。
- 関東広域圏 : NETテレビ（NET）⇒テレビ朝日（ANB）（1977年4月に放送局名変更。）
- 北海道 : 北海道テレビ（HTB）
- 青森県 : 青森テレビ（ATV）→青森放送（RAB）
- 宮城県 : ミヤギテレビ（MTB→mm34）→東日本放送（KHB）
- 山形県 : 山形放送（YBC）※
- 福島県 : 福島中央テレビ（FCT、1970年4月 - 1981年9月）→福島放送（KFB）
- 新潟県 : 新潟総合テレビ（NST）※
- 長野県 : 信越放送（SBC）※
- 静岡県 : 静岡放送（SBS、~1978年6月）※→静岡けんみんテレビ（SKT、現・静岡朝日テレビ（SATV）、1978年7月 - ）
- 富山県 : 北日本放送（KNB）※
- 石川県 : 北陸放送（MRO）※→石川テレビ（ITC）※
- 福井県 : 福井テレビ（FTB）※
- 中京広域圏 : 名古屋テレビ（NBN、 - 1969年3月）※→中京テレビ（CTV、1969年4月 - 1970年12月?）→名古屋テレビ（1971年1月? - 最終回）
- 近畿広域圏 : 毎日放送（MBS、放送開始 - 1975年3月24日）→朝日放送（ABC、1975年3月31日 - 最終回）
- 香川県 : 瀬戸内海放送（KSB）
- 岡山県 : 岡山放送（OHK、1969年4月 - 1979年3月）※→瀬戸内海放送
- 島根県・鳥取県 : 山陰放送（BSS）※
- 広島県 : 中国放送（RCC）※→広島ホームテレビ（UHT）
- 山口県 : 山口放送（KRY）※
- 愛媛県 : テレビ愛媛（EBC）※
- 福岡県 : 九州朝日放送（KBC）
- 長崎県 : 長崎放送（NBC）※
- 大分県 : テレビ大分（TOS）※
- 鹿児島県 : 鹿児島テレビ（KTS、1981年3月打ち切り）